# Lijst van leiders van Kosovo
Hier volgt een lijst van leiders van Kosovo sinds 1944.

## Autonome Provincie Kosovo en Metohija (1946-1974)

### Voorzitter van de Volksbevrijdingscommissie
- Mehmed Hoxha (1 januari 1944 - 11 juli 1945)

### President van het parlement
- Fadil Hoxha (11 juli 1945 - 20 februari 1953) (1e keer)
- Ismet Saqiri (20 februari - 12 december 1953)
- Đorđije Pajković (12 december 1953 - 5 mei 1956)
- Pavle Jovićević (5 mei 1956 - 4 april 1960)
- Dušan Mugoša (4 april 1960 - 18 juni 1963)
- Stanoje Akšić (18 juni 1963 - 24 juni 1967)
- Fadil Hoxha (24 juni 1967 - 7 mei 1969) (2e keer)
- Ilaz Kurteshi (7 mei 1969 - mei 1974)

### Voorzitter van de Uitvoerende Raad van het Volkscomité
- Fadil Hoxha (1945 - 1953)

### Voorzitter van de Uitvoerende Raad
- Fadil Hoxha (1953 - 1963)
- Ali Shukri (1963 - mei 1967)
- Ilija Vakić (mei 1967 - mei 1974)

## Socialistische Autonome Provincie Kosovo (1974-1990)

### Voorzitter van de Uitvoerende Raad
- Bogoljub Nedeljković (mei 1974 - mei 1978)
- Bahri Oruçi (mei 1978 - mei 1980)
- Riza Sapunxhiu (mei 1980 - mei 1982)
- Imer Pula (mei 1982 - 5 mei 1984)
- Ljubomir Nedjo Borković (5 mei 1984 - mei 1986)
- Namzi Mustafa (mei 1986 - 1987)
- Kaqusha Jashari (1987 - mei 1989)
- Nikolla Shkreli (mei 1989 - 1989)
- Daut Jashanica (1989)
- Jusuf Zejnullahu (4 december 1989 - 5 juli 1990)

### Presidenten van hetpresidentschap
- Xhavid Nimani (mei 1974 - 5 augustus 1981)
- Ali Shukri (augustus 1981 - 1982)
- Kolë Shiroka (1982 - mei 1983)
- Shefqet Nebih Gashi (mei 1983 - mei 1985)
- Branislav Skembarević (mei 1985 - mei 1986)
- Bajram Selani (mei 1986 - mei 1988)
- Remzi Kolgeci (mei 1988 - 5 april 1989)
- Hysen Kajdomçaj (27 juni 1989 - 11 april 1990)

## Autonome Provincie Kosovo en Metohija (1990-1999)

#### Voorzitter van de Uitvoerende Raad
- Post afgeschaft

### Provinciale Coördinator
- Momčilo Trajković (11 april 1990 - 1991)

### Burgemeesters vanPristina
- Živojin Mitrović (1991 - 1992)
- Novica Sojević (1992)

### Prefecten van het Kosovo District
- Miloš Simović (1992 - 1994)
- Aleksa Jokić (1994 - 1996)
- Miloš Nesović (1996 - 1998)
- Veljko Odalović (1998 - 1999) (1e keer)

### Premier vanRepubliek Kosova(1990-2000)
- Jusuf Zejnullahu (7 september 1990 - 5 oktober 1991)
- Bujar Bukoshi (5 oktober 1991 - 1 februari 2000) (tot 19 oktober 1991 voorzitter van de regering; van 1993 tot juni 1999 in verbanning in Bonn, Duitsland)
- Hashim Thaçi (2 april 1999 - 1 februari 2000) (voorlopig) (in oppositie)

### PresidentRepubliek Kosova
- Ibrahim Rugova (25 mei 1992 - 1 februari 2000) (van 5 mei 1999 tot 30 juli 1999 in verbanning in Italië)

## UNMIK/UN regering (1999-2008)

### Bestuurders van deVerenigde Naties
- Sérgio Vieira de Mello (13 juni - 15 juli 1999) (Brazilië) (waarnemend)
- Bernard Kouchner (15 juli 1999 - 15 januari 2001) (Frankrijk)
- Hans Hækkerup (15 januari - 31 december 2001) (Denemarken)
- Charles H. Brayshaw (1 januari - 14 februari 2002) (Verenigde Staten) (1e keer, waarnemend)
- Michael Steiner (14 februari 2002 - 8 juli 2003) (Duitsland)
- Charles H. Brayshaw (8 juli - 25 augustus 2003) (Verenigde Staten) (2e keer, waarnemend)
- Harri Holkeri (25 augustus 2003 - 11 juni 2004) (Finland)
- Charles H. Brayshaw (11 juni - 16 augustus 2004) (Verenigde Staten) (3e keer, waarnemend)
- Søren Jessen-Petersen (16 augustus 2004 - 30 juni 2006) (Denemarken)
- Steven Paul Schook (30 juni - 31 augustus 2006) (Verenigde Staten) (waarnemend)
- Joachim Rücker (1 september 2006 - heden) (Duitsland)

### Voorzitters van het parlement
- Nexhat Daci (10 december 2001 - 10 maart 2006)[1]
- Kolë Berisha (10 maart 2006 - 2008)[2]
- Jakup Krasniqi (9 januari 2008 - )[3]

### Premiers
| Naam                      | Geboren - Overleden | In dienst        | Uit dienst       | Politieke partij                                                        |
| ------------------------- | ------------------- | ---------------- | ---------------- | ----------------------------------------------------------------------- |
| Nexhat Daci (waarnemend)  | 1944 -              | 10 december 2001 | 4 maart 2002     | Democratische Liga van Kosovo                                           |
| Bajram Rexhepi            | 1954 -              | 4 maart 2002     | 3 december 2004  | Democratische Partij van Kosovo                                         |
| Ramush Haradinaj          | 1968 -              | 3 december 2004  | 8 maart 2005     | Burgeralliantie van Kosovo (Alliantie voor de Toekomst van Kosovo)      |
| Adem Salihaj (waarnemend) | 1950 -              | 8 maart 2005     | 25 maart 2005    | Democratische Liga van Kosovo                                           |
| Bajram Kosumi             | 1960 -              | 25 maart 2005    | 10 maart 2006    | Parlementaire Partij van Kosovo (Alliantie voor de Toekomst van Kosovo) |
| Agim Çeku                 | 1960 -              | 10 maart 2006    | 9 januari 2008   | onafhankelijk                                                           |
| Hashim Thaçi              | 1968 -              | 9 januari 2008   | 18 februari 2008 | Democratische Partij van Kosovo                                         |

### Prefecten in oppositie tegen deUNMIK
- Andreja Milosavljević (1999 - 2000)
- Veljko Odalović (2000 - 2001) (2e keer)
- Jovica Filipović (12 april - 6 december 2001)
- Dragan Velić (6 december 2001 - 28 september 2004)
- Srđan Vasić (28 september 2004 - 13 december 2007)
- Goran Arsić (13 december 2007 - heden)

#### Minister voor Kosovo en Metohija (in de Servische regering)
- Slobodan Samardžić (15 mei 2007 - 7 juli 2008)
- Goran Bogdanović (7 juli 2008 - heden)